# Eclissi lunare del 1º marzo 1504
Il 1º marzo 1504 si verificò un'eclissi lunare totale, visibile al tramonto nelle Americhe, successivamente durante la notte in Europa e Africa e vicino all'alba in Asia.
Durante il suo quarto e ultimo viaggio, Cristoforo Colombo indusse gli abitanti della Giamaica a continuare a rifornire lui e i suoi uomini affamati, intimidendoli con successo prevedendo correttamente un'eclissi lunare totale per il 1 marzo 1504 (visibile la sera del 29 febbraio nelle Americhe). Alcuni hanno affermato che Colombo usò le Effemeridi dell'astronomo tedesco Regiomontano, ma Colombo stesso attribuì la predizione all'Almanacco di Abraham Zacuto.

## Visibilità
L'eclissi è stata visibile dopo il tramonto del 29 febbraio dalla maggior parte del Nord America, da tutto il Sud America, nonché da tutta Europa, Africa e Asia occidentale la mattina del 1 marzo.

## Osservazioni
Il 30 giugno 1503 Cristoforo Colombo arenò le sue ultime due caravelle e rimase bloccato in Giamaica. Gli indigeni dell'isola accolsero Colombo e il suo equipaggio e li nutrirono, ma dopo sei mesi interruppero la fornitura di cibo, insoddisfatti di ciò che gli spagnoli potevano fornire con il commercio. Colombo aveva a bordo un almanacco scritto da Abraham Zacuto di tavole astronomiche che coprivano gli anni 1475-1506. Dopo aver consultato il libro, notò la data e l'ora di un'imminente eclissi lunare. È stato in grado di utilizzare queste informazioni a suo vantaggio. Chiese un incontro per quel giorno con il Cacique, il leader, e gli disse che Dio era arrabbiato con il trattamento riservato dalla popolazione locale a Colombo e ai suoi uomini. Colombo disse che Dio avrebbe dato un chiaro segno di dispiacere facendo apparire la Luna piena nascente "infiammata d'ira".
L'eclissi lunare e la Luna rossa sono apparse nei tempi previsti e gli indigeni sono rimasti impressionati e spaventati. Il figlio di Colombo, Ferdinando, scrisse che il popolo:
con grandi urla e lamenti accorsero da ogni parte alle navi, cariche di vettovaglie, pregando l'Ammiraglio che intercedesse con ogni mezzo presso Dio in loro favore; affinché non riversasse su di loro la sua ira...
Colombo entrò nella sua cabina, apparentemente per pregare, e cronometrava l'eclissi con la sua clessidra. Poco prima che la totalità finisse, dopo 48 minuti, disse agli indigeni spaventati che sarebbero stati perdonati. Quando la Luna cominciò a riapparire dall'ombra della Terra, disse loro che Dio li aveva perdonati.

### Longitudine
Colombo fu forse il primo a mettere in pratica un'idea proposta da Ipparco, quella di utilizzare un'eclissi lunare per determinare la propria longitudine geografica. Un'eclissi lunare è visibile in metà del globo e tutti la vedono iniziare e finire nello stesso momento. Ma gli orari misurati secondo l’ora solare locale saranno diversi, perché ognuno si trova in un fuso orario diverso. L'ora locale viene determinata osservando il sorgere, il culmine o il tramonto del sole. Ora un almanacco predirà un'eclissi per un luogo ad una certa longitudine geografica in un'ora locale specifica. Lo stesso evento osservato altrove si verificherà in un orario diverso. La differenza di tempo è proporzionale alla differenza di longitudine geografica, di 15 gradi all'ora.
Colombo non aveva mezzi precisi per determinare quanta distanza avesse viaggiato verso ovest nel globo. Osservò le eclissi lunari del 15 settembre 1494 vicino a Hispaniola (Repubblica Dominicana) e quella del 29 febbraio 1504 dalla Giamaica. In quest'ultimo caso riferì nel suo diario che la Giamaica era a 7 ore e 15 minuti da Cadice in Spagna, sulla buona strada per la Cina. Tuttavia il suo sito in Giamaica è in realtà a una longitudine di 4 ore e 44 minuti da Cadice. Come Colombo abbia potuto commettere un errore così grande di 2 ore e mezza resta sconcertante, ma D.W. Olson ha proposto una ricostruzione.
Colombo presumibilmente utilizzò il Calendarium di Regiomontanus. Questo almanacco fornisce l'ora di metà dell'eclissi a Norimberga, ma se Colombo interpretasse erroneamente l'ora indicata come quella dell'inizio dell'eclissi parziale, allora si potrebbe spiegare il suo errore di 2 ore e mezza. Si può immaginare che tali false prove confermassero Colombo nella sua convinzione di aver raggiunto la Cina, trascurando il fatto che aveva raggiunto un continente precedentemente sconosciuto agli europei.